# Esquirol rupestre
Els esquirols rupestres (Sciurotamias) són un gènere de rosegadors de la família dels esciúrids. Inclou dues espècies vivents i dues d'extintes. Tant les espècies actuals com les prehistòriques són oriündes de la Xina, tret d'una espècie no identificada que visqué a Polònia durant el Pliocè i S. gromovi, que ocupà allò que avui en dia és el sud d'Ucraïna durant el Miocè superior.